# Evarist Vallès i Rovira
Evarist Vallès i Rovira (12 de juliol de 1923 a Pierola (Barcelona)- 23 de febrer de 1999 a Figueres) fou un pintor català.

## Biografia
És el segon d'onze fills. Estudia batxillerat a l'IES Ramon Muntaner de Figueres on rep les seves primeres lliçons de pintura del pintor i aquarel·lista Ramon Reig. Cursà preparatori seguit de dos anys de Dret, paral·lelament a una iniciació estètica seguint els principis del manifest surrealista. Al maig de 1946, malalt de pneumònia, és ingressat en el sanatori del Brull al Montseny. Durant la seva convalescència decideix consagrar-se totalment a la pintura i abandona els seus estudis. A l'abril, guarit, realitza el seu primer viatge a Madrid.
L'any 1948 fa la seva primera exposició a la Sala Icària de Figueres, on va conèixer, acabat de tornar d'una llarga estada a Nova York, Salvador Dalí. Seria l'inici d'una gran amistat personal i d'un mutu respecte professional. Dalí, el seu amic el poeta Carles Fages de Climent (en memòria de qui va participar en una exposició col·lectiva l'any 1969 a la Sala Rovira de Barcelona), o els també pintors Bartomeu Massot, Ramon Pitxot i Joan Sibecas van ser alguns dels intel·lectuals i artistes empordanesos amb qui Vallès va col·laborar en diferents etapes de la seva vida.
L'any 1950 fa el seu primer viatge a París per estudiar l'obra de Picasso.
L'any 1961 va ser nomenat "Caballero de la órden del Mérito".
Va ser director del Museu de l'Empordà (1971-1972), on actualment es poden veure diverses obres seves. En aquesta tasca l'ajudà el seu amic i fotògraf, Joaquim Fort de Ribot.
L'any 1979, el seu amic Salvador Dalí el va convidar a participar en la seva gran retrospectiva al Centre Georges Pompidou de París. Aquest mateix any Evarist Vallès celebra una gran mostra antològica al Teatre Museu Dalí.
Des de 1984, Evarist Vallès té una sala permanent amb una mostra del seu treball en pintura i escultura, al Teatre-Museu Gala Salvador Dalí. Aquest mateix any, Vallès, Dalí i Pitxot exposen junts a Dinamarca.
L'any 1999 va fer la seva darrera exposició a la Galeria Canaleta de Figueres. Va morir a Figueres el 23 de febrer de 1999.